# Argyraspodes argyraspis
Argyraspodes argyraspis är en fjärilsart som beskrevs av Henry Trimen 1873. Argyraspodes argyraspis ingår i släktet Argyraspodes och familjen juvelvingar. Inga underarter finns listade i Catalogue of Life.